# Орехово (Днепропетровская область)
Оре́хово (укр. Оріхове) — село,
Никольский сельский совет,
Солонянский район,
Днепропетровская область,
Украина.
Код КОАТУУ — 1225084309. Население по переписи 2001 года составляло 463 человека .

## Географическое положение
Село Орехово находится у истоков реки Сухая Сура,
ниже по течению на расстоянии в 1 км расположено село Звонецкий Хутор.
Река в этом месте пересыхает, на ней сделана запруда.

## Происхождение названия
Название Орехово происходит от деревьев грецкого ореха, которые обильно растут на территории села.